# Rabí al-àkhir
Rabí al-àkhir (àrab: ربيع الآخر, rabīʿ al-āḫir) o rabí ath-thani (àrab: ربيع الثاني, rabīʿ aṯ-ṯānī) és el quart mes del calendari musulmà i té 29 dies. El nom vol dir ‘segon o darrer (mes de) primavera’.

## Dates assenyalades
- 8 o 10 de rabí al-àkhir, naixença de l'imam xiïta imamita al-Hàssan al-Askarí.
- 10 o 12 de rabí al-àkhir, mort de Fàtima bint Mussa.